# Delling
Delling (en vieux norrois : Dellingr) est un dieu du panthéon de la mythologie nordique.
Il est le dieu de l'aurore, mari de Nótt et père de Dag.

## Biographie
Son nom signifie « L'Aurore » ou encore « Celui qui brille ». Son existence nous est révélé dans plusieurs sources dont le Vafþrúðnismál et l’Edda de Snorri.

### Vafþrúðnismál
« Vafþrúðnismál:

24

(Odin parle)
Je demande une tierce réponse ; si Sage vous êtes appelé,
Vous y répondrez alors maintenant :
D’où vint le Jour, illuminant l’autre face de l’Humanité,
Et la Nuit voilant la Lune ?

25

(Vafthruthnir parle)
Le père du Jour est appelé Delling,
Et la Nuit fut enfanté par Nor ;
La nouvelle et la vieille Lune furent modelées par les Dieux,
Pour indiquer le cycle du temps aux Hommes. »

### Edda de Snorri
Il est dit dans le Gylfaginning de l’Edda de Snorri, que Delling est le troisième époux de Nótt.

« Edda de Snorri:

10.

Nörfi ou Narfi, tel est le nom d'un géant qui habitait Jötunheim. Il avait une fille appelée Natt (Nótt); conformément à son origine, elle était noire et sombre.
Elle se maria d'abord avec un homme appelé Naglfari, et eut un fils nommé Œd (Uðr); puis elle épousa Annar, dont elle eut une fille appelée Jord.
À la fin, elle posséda Delling, de la race des Ases; leur fils fut Dag; il était lumineux et beau comme son père […]. »

## Famille

### Mariage et enfants
De son union avec Nótt, déesse de la nuit, il eut : 
- Dag

D'autres sources lui prêtent une union avec la déesse Jörd.